# Francolin noir
Francolinus francolinus
Espèce
Statut de conservation UICN

 LC  : Préoccupation mineure
Le Francolin noir (Francolinus francolinus) est une espèce d'oiseaux de la famille des Phasianidae.

## Comportement

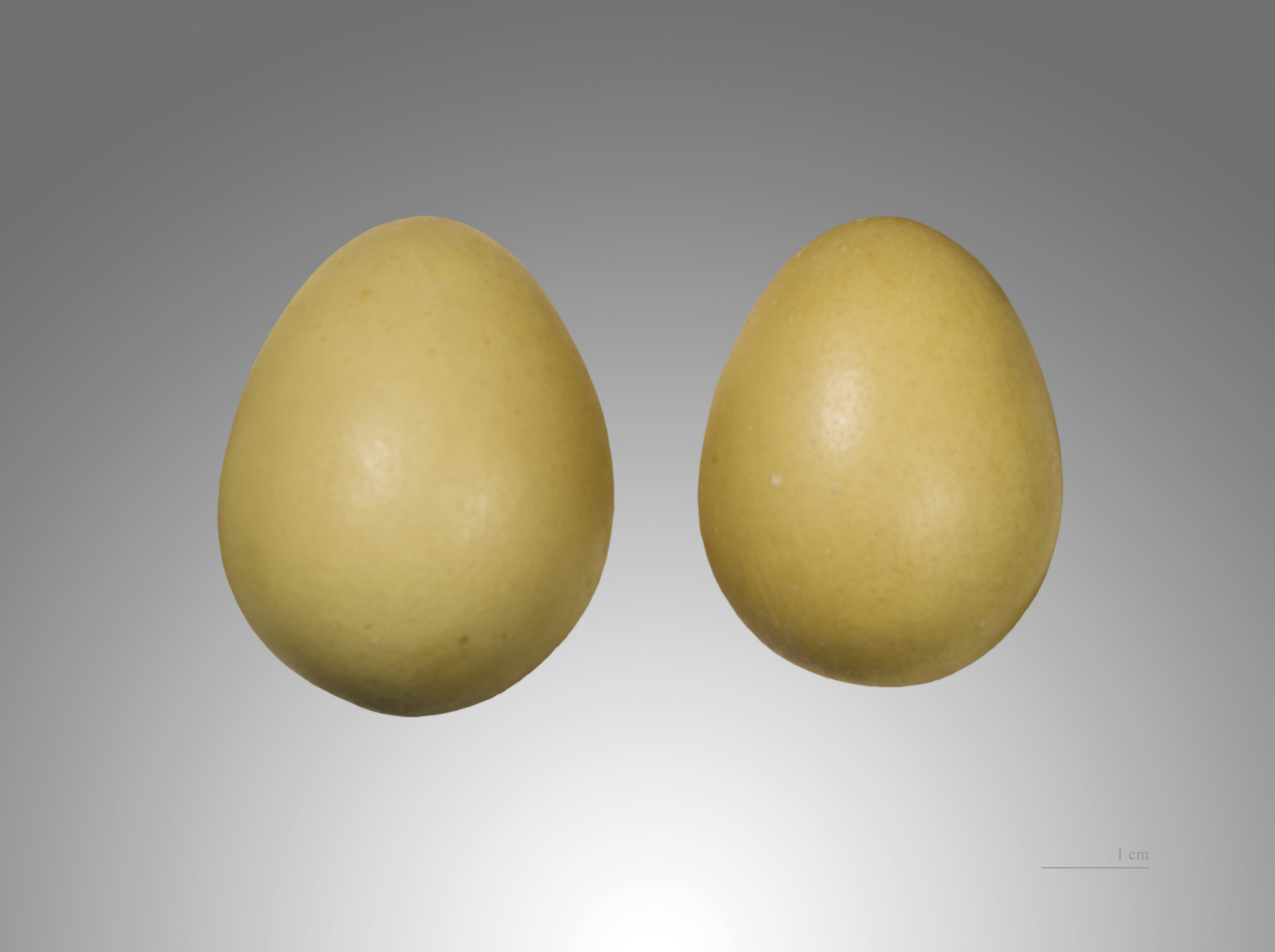
Œufs de Francolinus francolinus francolinus - Muséum de Toulouse

## Répartition et habitat
Cette espèce native d'Eurasie vivait initialement dans une zone s'étendant de la Chine occidentale à l'Iran. Elle a été introduite dans différentes zones du monde (Europe, Caucase et Proche-Orient, sud-est des États-Unis, etc.) afin de servir de gibier pour la chasse.
Le francolin noir est ainsi introduit en Espagne au XIVe siècle et, de là, l'espèce s’introduit en France via le Roussillon. Au XVe siècle, l'espèce est introduite en Italie et dans certaines îles de la Méditerranée, telles que Chypre et la Corse. Mais avant le début du XIXe siècle, l'espèce surchassée avait disparu de toutes les zones où elle avait été introduite en Europe, à part à Chypre et en Turquie. Sa présence n'est donc attestée en France que durant environ 200 ans.

### Distribution
Sa répartition actuelle comprend Chypre, le sud de la Turquie, Israël, la Palestine, l’extrême nord-ouest de la Jordanie, la Syrie, l’Azerbaïdjan, une minuscule aire en Arménie, le nord de l’Iran, le sud-ouest du Turkménistan, l’Irak, le sud de l’Iran, l’extrême sud de l’Afghanistan, le Pakistan, le nord de l’Inde, le Népal, le Bangladesh, le Bhoutan, l’Assam et le Manipur. L’espèce a été introduite en Europe (Portugal, Espagne et îles Baléares, Italie avec Sicile et Sardaigne, Chypre, Grèce, Liban) d’où elle a maintenant disparu sauf en Italie (Toscane) où elle a été réintroduite dans les années 1980. On suppose qu’elle avait été importée par les Sarrasins et les Maures au Moyen Âge. Il y a un peu plus d’un siècle, on pense qu’elle vivait encore, de façon sporadique, dans quelques régions de l’Europe du sud (Sicile, quelques îles de la Grèce et les environs du lac Albufera près de Valence en Espagne). Il a également été introduit aux USA (Floride et Louisiane), à Hawaï et sur l’île de Guam (Hennache & Ottaviani 2011).

### Sous-espèces
- F. f. francolinus (Linné, 1766) : (F. f. billypayni Meinertzhagen 1933 comprise) Turquie, Moyen-Orient, région caspienne.
- F. f. arabistanicus Zarudny & Härms, 1913 : centre et sud-est de l’Irak, ouest de l’Iran.
- F. f. bogdanovi Zarudny, 1906 : (F. f. festivus Koelz 1954 comprise) sud de l’Iran et Afghanistan.
- F. f. henrici Bonaparte, 1856 : Pakistan.
- F. f. asiae Bonaparte, 1856 : (F. f. parkerae van Tyne & Koelz 1936 comprise) : nord de l’Inde, Népal et ouest du Bengale.
- F. f. melanonotus Hume, 1888 : tout le reste de la répartition himalayenne depuis l’est du Népal.

### Habitat
Le francolin noir est inféodé à des zones à végétation bien développée, le plus souvent à proximité de l’eau, comme des rivières et des canaux bordés d’arbres, de buissons et de plantes herbacées donnant sur des plantations irriguées et d’autres cultures (millet, orge, canne à sucre, potagers). Il affectionne aussi les rives des deltas et des lacs, tapissées de hautes herbes, de buissons et de roseaux. Il fréquente également les formations buissonneuses, ou herbacées à Artemisia, ou encore arbustives à Tamarix. Au Bangladesh le francolin noir s’est adapté aux plantations de canne à sucre dans le district de Jessore (Sarker 2004).

### Mœurs
Selon del Hoyo et al. (1994), le francolin noir est sédentaire. Il vit seul, en couples ou en trios et même en petits groupes atteignant six à dix oiseaux en dehors de la période de reproduction. Timide et prudent, le francolin noir est rarement vu en milieu ouvert sauf occasionnellement quand un mâle lance son cri nuptial ou traverse un chemin, souvent la queue légèrement relevée (Madge & McGowan 2002).

### Nidification
Cette espèce est monogame et des couples ont été vus hors période de reproduction.
Chaque couple nidifie dans un territoire de surface assez réduite.  La saison de nidification s’étend globalement de mars à octobre en Inde avec un pic en avril dans le sud, en juin dans le centre, en juillet dans l’ouest et en septembre (après la mousson) dans l’est (zones plus sèches du Bihar). Dans le sud de la Turquie et dans le nord de l’Irak, la période de nidification s’étend de mars à mai, pendant les pluies de printemps. L’incubation dure 18-19 jours et incomberait exclusivement à la femelle (Madge & McGowan 2002).

### Statut, menaces
L’espèce est considérée comme « globalement non menacée » avec une distribution de plus de un million de km². Toutefois, une forte réduction des effectifs dans certaines régions nécessite une surveillance de ces populations. Les principales causes sont la chasse, le braconnage, la destruction des habitats pour mise en culture, accompagnée de l’utilisation de pesticides, le tout dans des pays souvent confrontés à une démographie galopante (Sarker & Sarker 2000).